# Lacroixilepis
Lacroixilepis är ett släkte av skalbaggar. Lacroixilepis ingår i familjen Melolonthidae.
Kladogram enligt Catalogue of Life:
| Lacroixilepis | \| \| Lacroixilepis major \| \| \| \| \| \| Lacroixilepis parvicollis \| \| \| \| |
|               | \| \| Lacroixilepis major \| \| \| \| \| \| Lacroixilepis parvicollis \| \| \| \| |
|               | Lacroixilepis major                                                               |
|               |                                                                                   |
|               | Lacroixilepis parvicollis                                                         |
|               |                                                                                   |